# マーク・バーガー (音響技術者)
マーク・バーガー（Mark Berger, 1943年5月14日 - ）は、アメリカ合衆国のレコーディング・エンジニアである。1973年以降160作品にクレジットされている。アカデミー録音賞には4回ノミネートされ、その全てで受賞を果たしている。

## 受賞歴
| 賞           | 年   | 部門   | 作品名                       | 結果 |
| ------------ | ---- | ------ | ---------------------------- | ---- |
| アカデミー賞 | 1979 | 録音賞 | 地獄の黙示録                 | 受賞 |
| アカデミー賞 | 1983 | 録音賞 | ライトスタッフ               | 受賞 |
| アカデミー賞 | 1984 | 録音賞 | アマデウス                   | 受賞 |
| アカデミー賞 | 1996 | 録音賞 | イングリッシュ・ペイシェント | 受賞 |